# Mussaenda lobbii
Mussaenda lobbii är en måreväxtart som först beskrevs av Henry Nicholas Ridley, och fick sitt nu gällande namn av Ined.. Mussaenda lobbii ingår i släktet Mussaenda och familjen måreväxter. Inga underarter finns listade i Catalogue of Life.